# فرودگاه یوشو باتنگ
فرودگاه یوشو باتنگ (به انگلیسی: Yushu Batang Airport) یک فرودگاه همگانی با کد یاتا YUS است . این فرودگاه در کشور چین قرار دارد و در ارتفاع ۳۸۹۰ متری از سطح دریا واقع شده است.

## شرکت‌های هواپیمایی و مقصدهای پروازی
| شرکت‌های هواپیمایی  | مقصدهای پروازی                                                |
| ------------------ | ------------------------------------------------------------- |
| هواپیمایی شرقی چین | چنگدو شوانگلیو، لهاسا گونگار، شی‌آن شیان‌یانگ، سینینگ کائوجیابو |
| تبت ایرلاینز       | چنگدو شوانگلیو، سینینگ کائوجیابو                              |